# Myrmothera simplex
A Myrmothera simplex a madarak osztályának verébalakúak (Passeriformes) rendjébe és a hangyászpittafélék (Grallariidae) családjába tartozó faj.

## Rendszerezése
A fajt Osbert Salvin és Frederick DuCane Godman  írták le 1884-ben, Grallaria nembe Grallaria simplex néven.

## Alfajai
- Myrmothera simplex duidae Chapman, 1929
- Myrmothera simplex guaiquinimae Zimmer & W. H. Phelps, 1946
- Myrmothera simplex pacaraimae W. H. Phelps Jr & Dickerman, 1980
- Myrmothera simplex simplex (Salvin & Godman, 1884)[2]

## Előfordulása
Dél-Amerika északi részén, Brazília, Guyana, és Venezuela területein honos. A természetes élőhelye szubtrópusi és trópusi síkvidéki- és hegyi esőerdők sűrű alj növényzete és cserjések. Állandó, nem vonuló faj.

## Megjelenése
Átlagos 16 centiméter, testtömege 52.4 gramm.

## Életmódja
Csésze alakú fészket rak, átlagosan két tojással.

## Természetvédelmi helyzete
Az elterjedési területe nagy, egyedszáma pedig stabil. A Természetvédelmi Világszövetség Vörös listáján nem fenyegetett fajként szerepel.